# Quargnento
Quargnento (Quargnent in piemontese) è un comune italiano di 1 345 abitanti della provincia di Alessandria nella piana di Alessandria, in Piemonte, al confine nord occidentale con le colline del Monferrato casalese.
Oltre all'abitato sono presenti sul territorio comunale molte cascine sparse, costruite per lo sfruttamento agricolo delle terre.

## Storia

### Origini
L'origine romana di Quargnento è testimoniata, oltre che da citazioni storiche anche da alcuni ritrovamenti archeologici, tra i quali una lapide sepolcrale di epoca romana che cita la "gens Posilla", famiglie romane stabilmente insediate nella non lontana Derthona intorno al 200 a.C. Sorto presumibilmente come guarnigione militare romana in posizione strategica per controllare la tribù degli Statielli, che occupava ampie zone dell'Appennino e del Monferrato, Quargnento fu conservato come insediamento stabile dei Romani anche dopo la fine della guerra Gallica e si trasformò a poco a poco in un grosso borgo agricolo, cui certamente ricorrevano per le loro necessità le vicine città romane di Hasta Pompeia, Derthona, Augusta Taurinorum.

### X secolo
Con la caduta dell'Impero romano d'Occidente Quargnento divenne appannaggio del vescovo-conte di Asti, che rappresentava il più vicino centro di potere costituito. Verso la fine di questo periodo storico, nel 907 si verificò un episodio importante, la traslazione delle reliquie del martire cristiano Dalmazio a Quargnento, ordinata dal Vescovo di Asti, Audace, essendo Pedona soggetta alle scorrerie dei Saraceni. Anche in questo caso, pur essendo certo il fatto (le reliquie sono tuttora custodite e venerate in Quargnento), esistono contrasti sulla data dell'avvenimento, da alcuni fatto risalire ad epoca anteriore.

### XI secolo
Quargnento fu oggetto di importanti privilegi regali ed imperiali: Berengario e Adalberto, entrambi Re d'Italia a dei Longobardi, con atto del 25 maggio 935  istituirono un mercato alle Calende di ogni mese; l'Imperatore Enrico III, con atto del 19 gennaio 1041 , confermato poi da papa Eugenio III il 16 maggio 1158 , individuava fra le terre in possesso del Vescovo di Asti, Quargnento con castello, chiesa e pertinenze.

#### Fondazione di Alessandria
Quargnento fu uno degli otto insediamenti, chiamati statielli, che contribuirono alla fondazione della città di Alessandria nella seconda metà del XII secolo. Quaranta famiglie, per disposizione del Vescovo di Asti, si stabilirono dunque nella civitas nova.
Nata la città di Alessandria, essa si fondò in un primo momento dall'unione demica di Gamondium (Gamondio), Marenghum (Marengo) e Bergolium (Bergoglio). Questo si evince nel testo dei reclami contro Cremona del 1184 dell'imperatore Federico ove indica i promotori ed autori della fondazione della nuova città: de tribus locis, Gamunde vicelicet et Meringin et Burgul. Non è descritto il nome del luogo dell'incontro, anche se pare già indicato con una certa precisione nella specificazione del sito sul Tanaro dove il trasferimento fu più breve: Bergoglio.
Ai tre luoghi citati si aggiunsero in seguito Roboretum (Rovereto), Solerium (Solero), Forum (Villa del Foro), Vuilije (Oviglio) e Quargnentum. In questo le popolazioni furono supportate, economicamente, dalla "Superba" e dai comuni della Lega Lombarda in contrasto con il marchesato del Monferrato, principale alleato di Federico Barbarossa.
La data ufficiale di fondazione di Alessandria è il 3 maggio 1168, anche se in quel momento ha già raggiunto una configurazione topografica, urbanistica ed amministrativa definita. Il nome "Alessandria", confermato in seguito, sarà assunto in onore di papa Alessandro III, ampio sostenitore delle azioni della Lega Lombarda contro il Sacro Romano Impero e che aveva scomunicato Federico Barbarossa.

### XIII secolo
Nel XIII secolo trovarono definitiva conclusione le annose controversie tra le giurisdizioni vescovili di Asti ed Alessandria sulla "mensa vescovile" di Quargnento, con l'assunzione del territorio quargnentino ad Alessandria.
 Da questo momento la storia di Quargnento segue quella del vicino capoluogo: Comune contro Federico Barbarossa, che pare avesse stabilito proprio a Quargnento il suo quartier generale, subì la rappresaglia dell'Imperatore il quale, adirato per l'insuccesso nell'assedio di Alessandria, distrusse ed incendiò il castello di Quargnento al punto che di tale costruzione non rimase traccia, salvo il detto dialettale "an castè" (al castello) per indicare la zona ove questo sorgeva.

### XV secolo
Quargnento passò in seguito sotto la dominazione dei Visconti-Sforza di Milano, al cui Ducato fu dato in feudo nel 1467.

### XVI-XVII secolo
Nei secoli XVI e XVII seguì le alterne vicende delle guerre franco-ispane; una circostanza miracolosa (ancor oggi ricordata ogni anno con una cerimonia religiosa detta delle "Allegrezze" in onore della Madonna del Rosario) fece sì che Quargnento fosse immune dalla peste del 1630.

### XVIII secolo
Nel 1723 Quargnento, divenuto parte del Regno di Sardegna, fu assegnato alla Marchesa Vittoria Ghilini Cuttica di Cassine, la cui ultima discendente, Giulia, si imparentò nei primi anni del XX secolo con la nobile casata dei Baroni Guidobono Cavalchini Garofoli di Tortona, tuttora proprietaria dei terreni e della settecentesca villa edificata nel 1763.

### Tempi recenti
Il 5 novembre 2019 il paese è stato teatro di un grave episodio delittuoso di cronaca nera che ha visto come vittime tre vigili del fuoco, evento che prese il nome di “strage di Quargnento”.

### Simboli
Lo stemma e il gonfalone del comune di Quargnento sono stati concessi con decreto del presidente della Repubblica del 22 ottobre 1987.
Nello stemma sono simboleggiati i periodi più importanti della storia del Comune: sotto la giurisdizione vescovile di Asti (la croce d’argento e la mitra vescovile in campo rosso) e sotto quella di Alessandria (d'argento, alla croce di rosso) e in seguito sotto i Visconti-Sforza di Milano (il biscione).
Il gonfalone è un drappo di azzurro.

## Monumenti e luoghi d'interesse

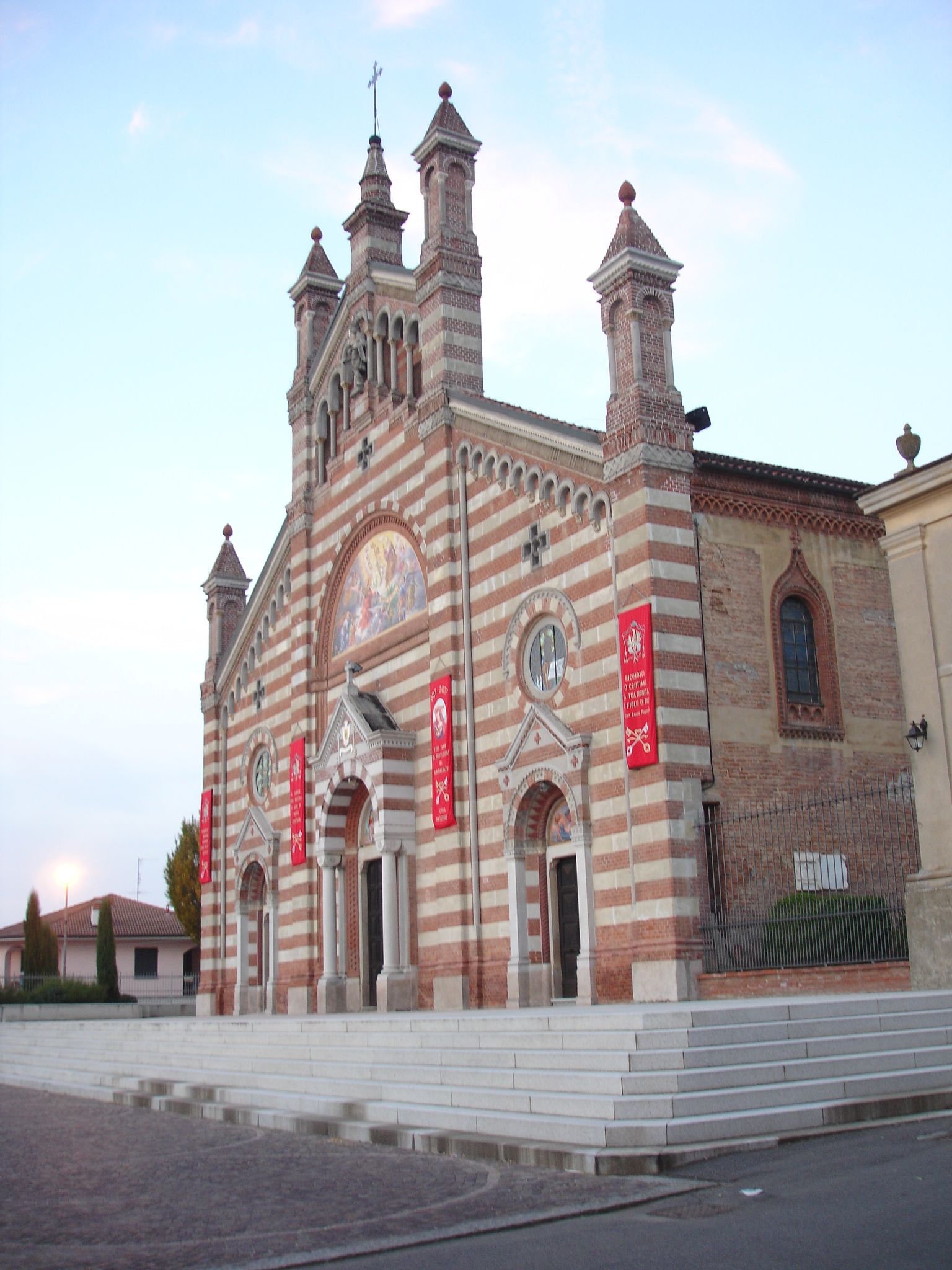
La Basilica minore di San Dalmazio

- Basilica minore di San Dalmazio. Unica basilica della Diocesi di Alessandria, dedicata a san Dalmazio, ove se ne conserva il corpo. Si tratta di uno dei più importanti esempi ecclesiastici in provincia, con la sua maestosità e l'ottima manutenzione. Nel febbraio del 1992 papa Giovanni Paolo II l'ha elevata alla dignità di basilica minore.[9]
- Luogo natale del pittore Carlo Carrà, sono presenti nelle vie e nelle piazze del paese dieci riproduzioni di famosi suoi quadri, tra cui due nelle vicinanze della sua casa natale.

## Società

### Evoluzione demografica
Abitanti censiti

## Cultura

### Manifestazioni
- Cinemacorto a Quargnento, festival annuale del cortometraggio iniziato nel 1999 e sospeso nel 2006 per difficoltà economiche. Il Primo Premio è stato intitolato alla sociologa Maria Teresa Torti.
- Premio di narrativa e poesia "Gian Stefano Primo Raiteri", in memoria dell'omonimo poeta quargnentino. Concorso annuale iniziato nel 1998, biennale dal 2004, 2006, 2008, 2010 (10ª edizione con la pubblicazione del libro "Cantano le Muse…" Florilegio del Concorso Letterario G.S.P. Raiteri) e 2012.
- Estemporanea di pittura La strada di casa dedicata al famoso pittore quargnentino Carlo Carrà. Edizioni 2005, 2008, 2010, 2012, 2014, 2015, 2016 e 2017.
- Simposio di Scultura in tufo del Monferrato, edizioni 2007, 2009, 2011 e 2013.

### Sagre e feste
- Festa patronale/sagra della melanzana (prima edizione nel 2005),  a cura della Pro loco e del Comune. Ultimo fine settimana di agosto
- Festival della Spiga d'Oro. A cura della Pro loco e del Comune. Il 1º week-end di giugno

## Infrastrutture e trasporti
Tra il 1883 e il 1935 Quargnento fu servita dalla tranvia Alessandria-Altavilla.

## Amministrazione
Di seguito è presentata una tabella relativa alle amministrazioni che si sono succedute in questo comune.
| Periodo        | Periodo        | Primo cittadino         | Partito                              | Carica  | Note   |
| -------------- | -------------- | ----------------------- | ------------------------------------ | ------- | ------ |
| 19 giugno 1985 | 28 maggio 1990 | Giovanni Picchio        | Partito Socialista Italiano          | Sindaco | [ 11 ] |
| 28 maggio 1990 | 24 aprile 1995 | Domenico Pietro Dorato  | Democrazia Cristiana                 | Sindaco | [ 11 ] |
| 24 aprile 1995 | 14 giugno 1999 | Giancarlo Luigi Ceriana | centro-sinistra                      | Sindaco | [ 11 ] |
| 14 giugno 1999 | 14 giugno 2004 | Giancarlo Luigi Ceriana | lista civica                         | Sindaco | [ 11 ] |
| 14 giugno 2004 | 8 giugno 2009  | Luigi Benzi             | lista civica: insieme per Quargnento | Sindaco | [ 11 ] |
| 8 giugno 2009  | 26 maggio 2014 | Luigi Benzi             | lista civica: insieme per Quargnento | Sindaco | [ 11 ] |
| 26 maggio 2014 | 26 maggio 2019 | Luigi Benzi             | lista civica: insieme per Quargnento | Sindaco | [ 11 ] |
| 26 maggio 2019 | 9 giugno 2024  | Paola Porzio            | lista civica: insieme per Quargnento | Sindaco | [ 11 ] |
| 9 giugno 2024  | in carica      | Luigi Benzi             | lista civica: insieme per Quargnento | Sindaco | [ 11 ] |

### Gemellaggi
- Coubon

## Galleria d'immagini

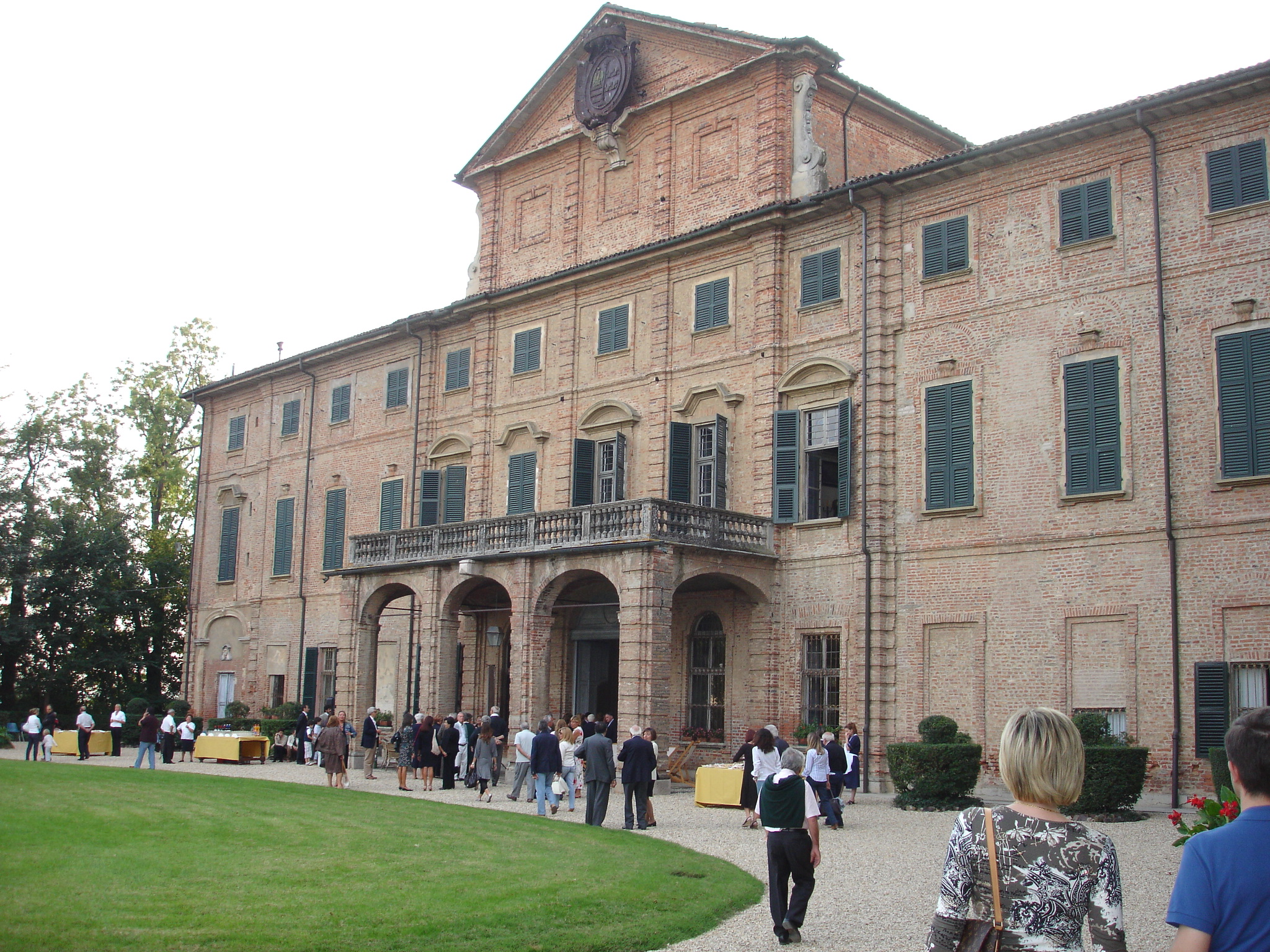
Villa Cuttica di Cassine in Quargnento. Festeggiamenti in onore del pittore Giulio Benzi nel Centenario della nascita
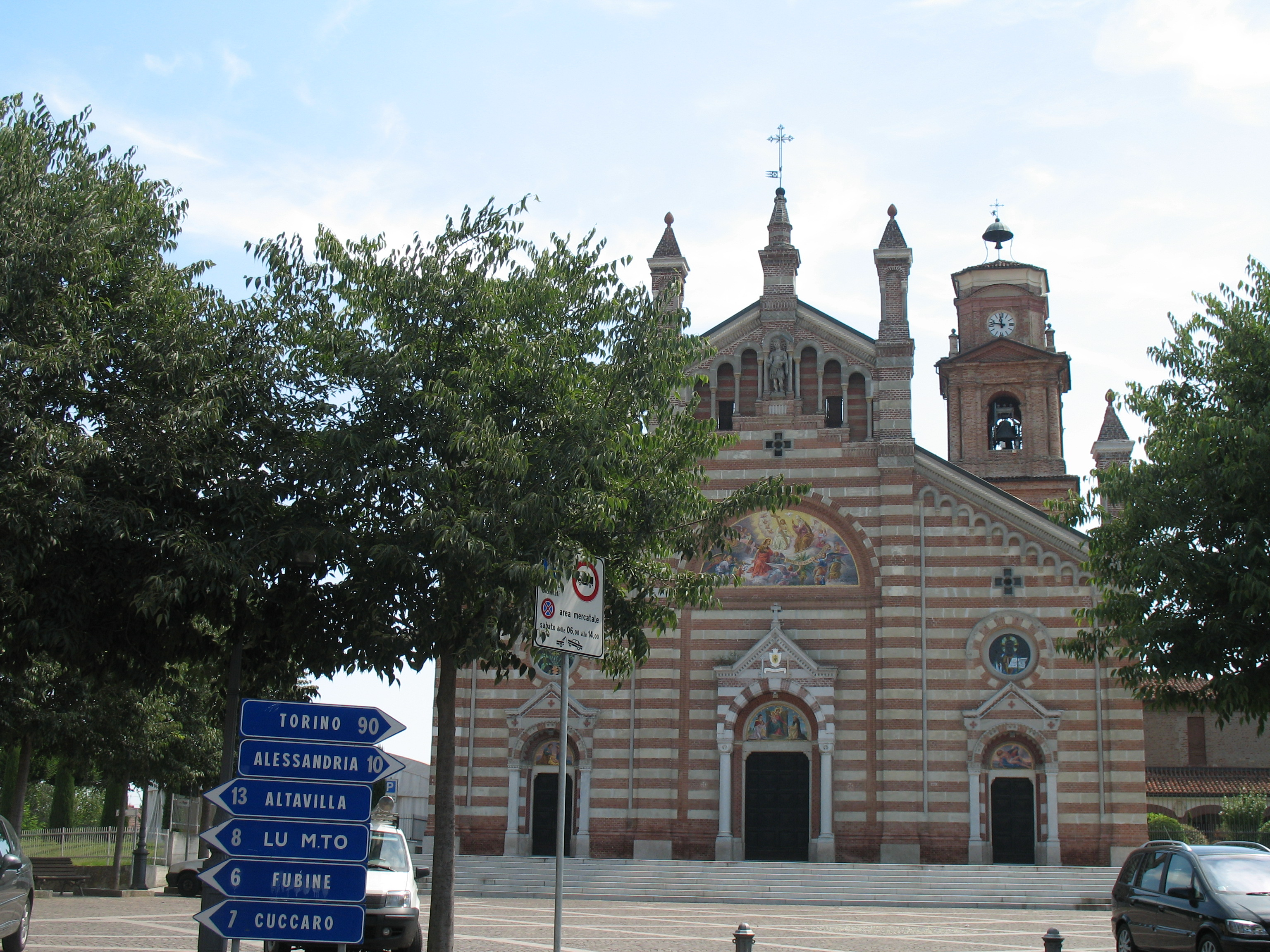
Basilica di San Dalmazio. Prospetto principale
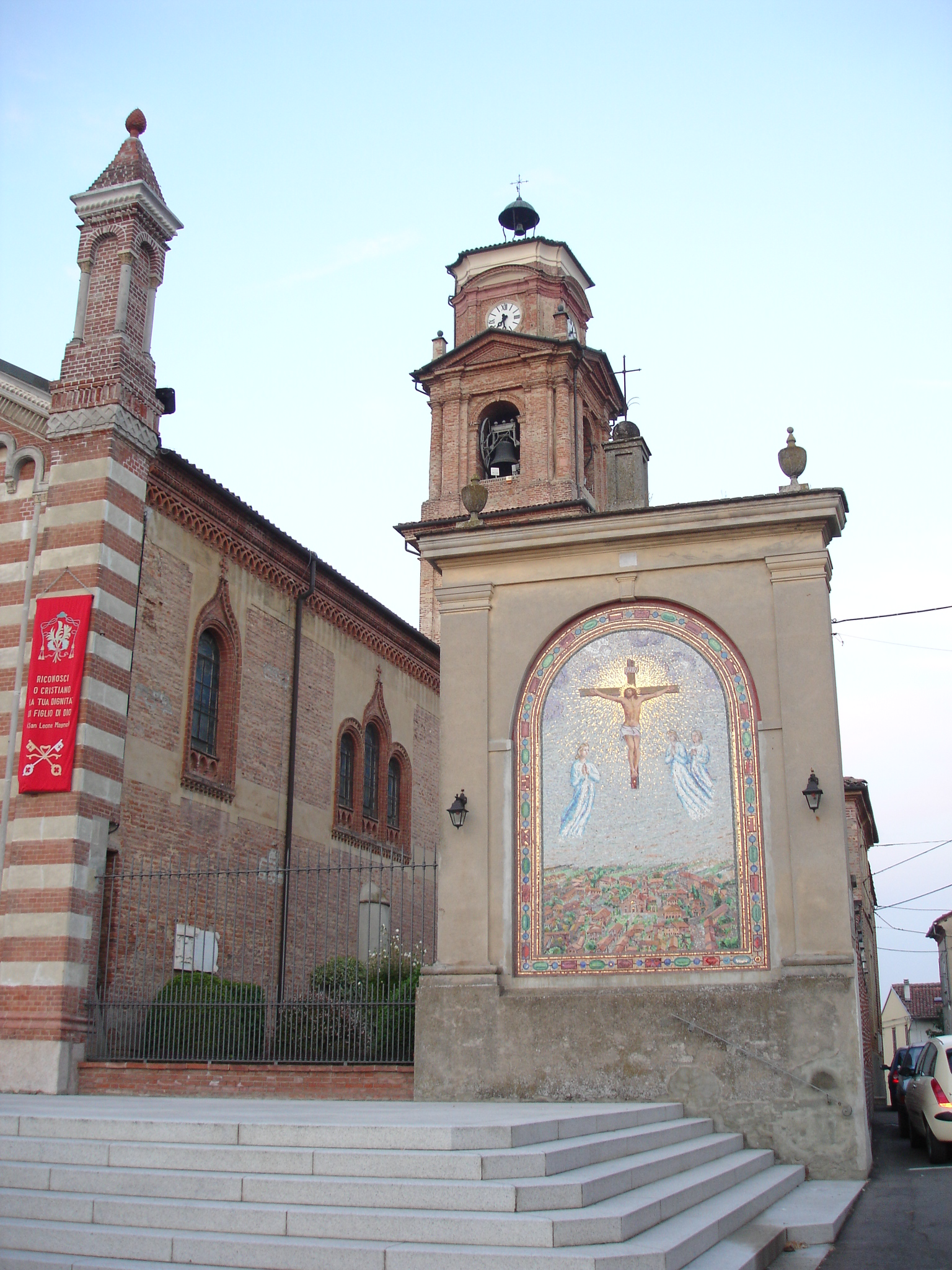
Basilica di San Dalmazio. Il mosaico del Crocifisso e scorcio del campanile
Festeggiamenti in onore del pittore Giulio Benzi nel Centenario della nascita - Gli ospiti davanti al Municipio

### Esplicative
1. 1 2   Bilancio demografico mensile anno 2025 (dati provvisori), su demo.istat.it, ISTAT.
2. ↑   Classificazione sismica (XLS), su rischi.protezionecivile.gov.it.
3. ↑   Tabella dei gradi/giorno dei Comuni italiani raggruppati per Regione e Provincia (PDF), in Legge 26 agosto 1993, n. 412, allegato A, Agenzia nazionale per le nuove tecnologie, l'energia e lo sviluppo economico sostenibile, 1º marzo 2011,  p. 151. URL consultato il 25 aprile 2012 (archiviato dall'url originale il 1º gennaio 2017).
4. ↑  Da qui il nome in seguito assegnato alla diocesi di Alessandria: Dioecesis Alexandrina Statiellorum. Annali di Alessandria, p. 2-1168/1
5. ↑  Il Ghilini nei suoi Annali di Alessandria, p. 2-1168/1 vuole erroneamente che la nascita della città sia avvenuta il 22 aprile 1168, e cioè lo stesso giorno della fondazione di Roma: «[…] пеl qual giorno Romolo diede principio alla fabrica della Città di Roma […]». Il Ghilini commette più di un errore: la fondazione di Roma è ufficialmente fissata il 21 aprile, e, in realtà, il nome Cesarea venne imposto dall'imperatore nella Reconciliatio Cæsareæ del 1183 (Monumenta Germaniæ Historica, pp. 181-182), che ben presto venne abbandonato dagli stessi abitanti come un elemento estraneo alla loro coscienza ed individualità collettiva. Geo Pistarino, p. 15.
6. ↑  Nei primi vent'anni della sua storia la città presenta nelle fonti quattro diverse denominazioni: Alessandria, Cesarea[5], Palea, Rovereto, oltre alla designazione generica, abbastanza frequente, di civitas nova o nova civitas, ed alla più rara designazione di urbs nova. (Geo Pistarino, p. 15).
7. ↑   Quargnento, su Archivio Centrale dello Stato.
8. ↑   Quargnento, su araldicacivica.it. URL consultato il 31 ottobre 2021.
9. ↑  (EN)  Catholic.org Basilicas in Italy
10. ↑  Statistiche I.Stat - ISTAT;  URL consultato in data 28-12-2012.
11. 1 2 3 4 5 6 7 8 9  http://amministratori.interno.it/

### Bibliografiche
1. ↑  Codex Statutorum, p. 439.
2. ↑  Geo Pistarino, p. 14.